# أكونيت خانق الذئب
أكونيت خانق الذئب أو أكونيت قاتل  الذئب (الإنجليزية:Aconitum vulparia/ Wolff's bane) هو نوع فرعي من النباتات المزهرة من جنس الأكونيت/الأقونيطن من الفصيلة الحوذانية. وهو عشب جبلي شديد السمية.

## الوصف
ينتمي الأكونيت قاتل الذئاب إلى جنس نباتات معمرة  منتصبة. أوراقه كفية التفليق ، إزهرارها إبطي أو هامي ، عنقودي أو عذقي، أزهاره غير منتظمة، خماسية الكأسيات, البتلانية العليا خوذية الشكل تغطيها جزئيا أقسام الزهرة الجانبية .
غالبًا ما يُوجد نبات الذئب بالقرب من نبات خانق النمر، والذي يختلف عنه بحجمه الأطول وعناقيد أزهاره الصفراء الباهتة الطويلة، ورأسه أضيق وأكثر استطالة من رأس نبات الأكونيت نابيلوس.
مع تقدم عمر الأزهار، يميل الرأس إلى الانقسام أفقيًا عند قمته. ومثل جميع أنواع الأكونيت، يحتوي النبات على العديد من القلويدات، بما في ذلك الأكونيتين، وهو سم قاتل للبشر.

## الموسم
هذا النبات المعمر الكبير ذو الأوراق الخشنة، ذو الحواف العميقة، يُزهر صيفًا على ارتفاع يصل إلى 2400 متر فوق مستوى سطح البحر، في الأماكن الصخرية أو المروج أو على أطراف الغابات.

## فترة الإزدهار
من يونيو إلى أغسطس

## الخصائص
- نوع النورة: عنقود من عنقوديات

- التوزيع الجنسي: خنثى

- نوع التلقيح: حشري

- نوع الثمرة: جريب

- طريقة الانتشار: تكاثري

## الموطن و التوزيع
- الموطن النموذجي: ميجافوربيا شبه الألبية

- النطاق: أوراسيا

## الاستعمال الطبي
مستحضراته هي مسكنات للألم، فعالة على الأخص  في آلام الأعصاب التي تصيب مختلف شعب العصب المثلث التوائم ،و عرق النسا، و البرونشيت الحاد، و الذبحات، و الكريب. تجدر الإشارة إلى أن الكثير من الاستعمالات التي كانت متبعة قديما الغيت لخطورته.

## السمية
إنه نبات معروف بتأثير قلويداته السامة للأعصاب، كغيره من أنواع جنس الأكونيتوم. استُخدم منذ العصور القديمة لتسميم السهام أو للقضاء على الحيوانات البرية التي يُراد حماية النفس منها  مثل:ابن آوى، النمور، الثعالب، الذئاب... ومن هنا جاء الاسم الشعبي لهذا النبات، باستخدام الطعوم عبر خلط جذر الأكونيت مع اللحم الفاسد، أو تشريب اللحم بعصارته، أو نزع أحشاء الفرائس الميتة وحشوها بهذا الأكونيت.

## معرض الصور

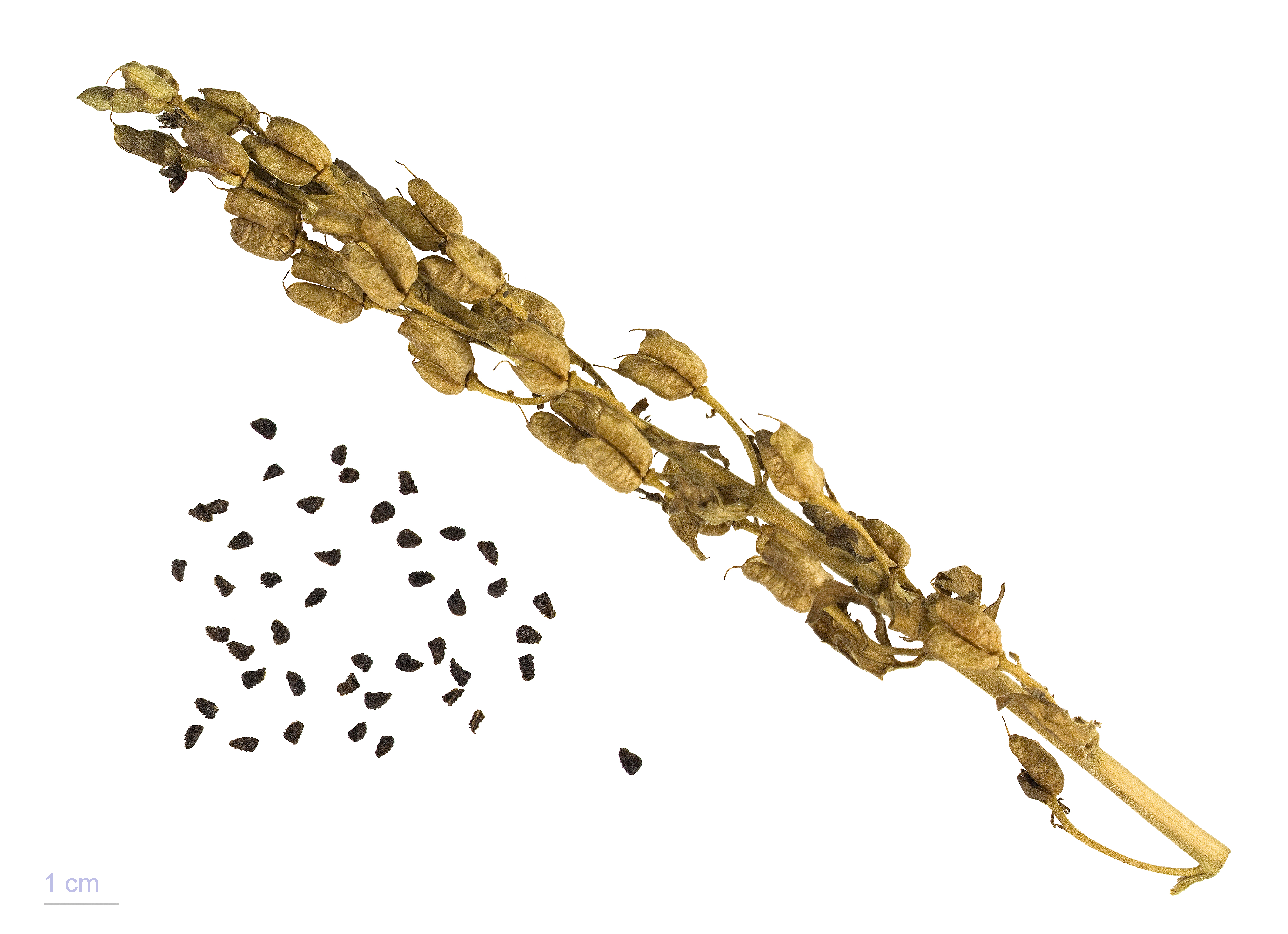
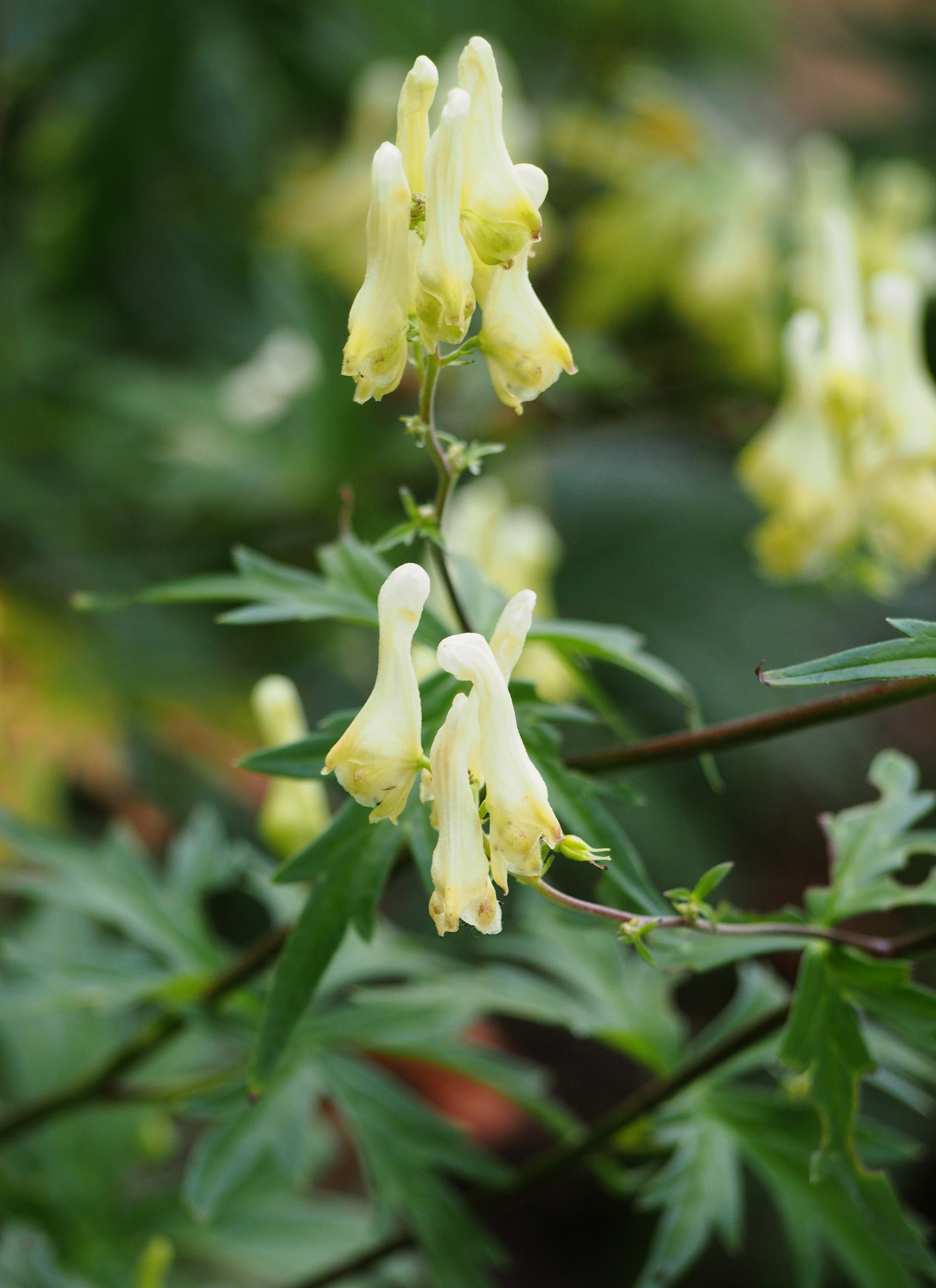
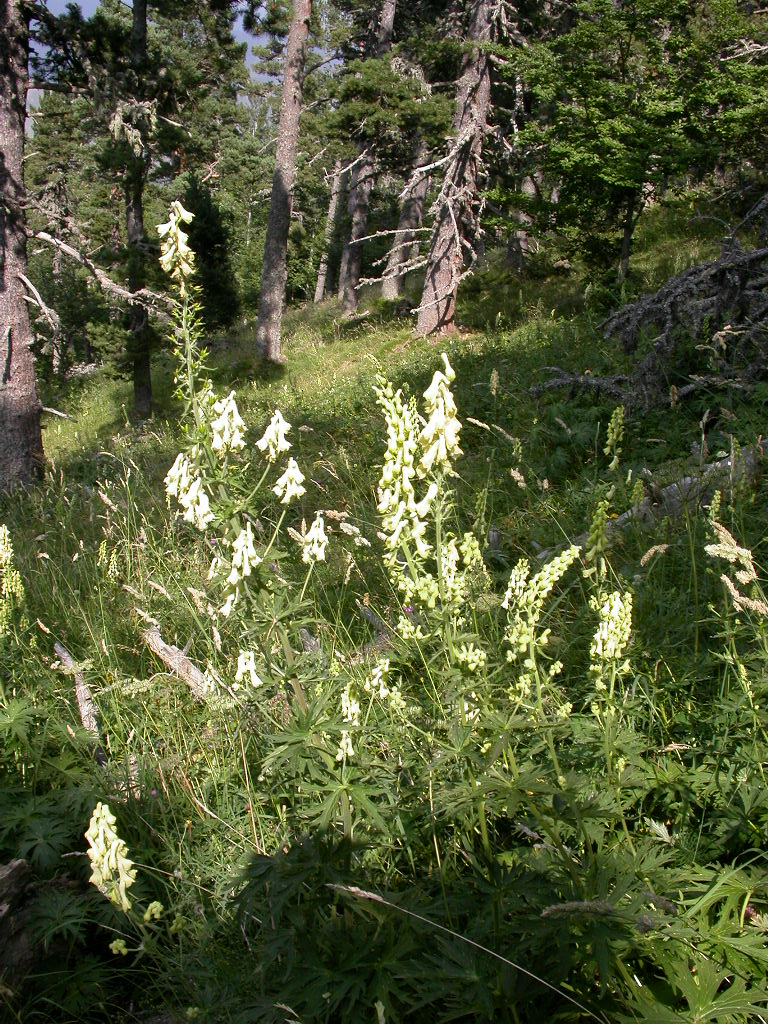
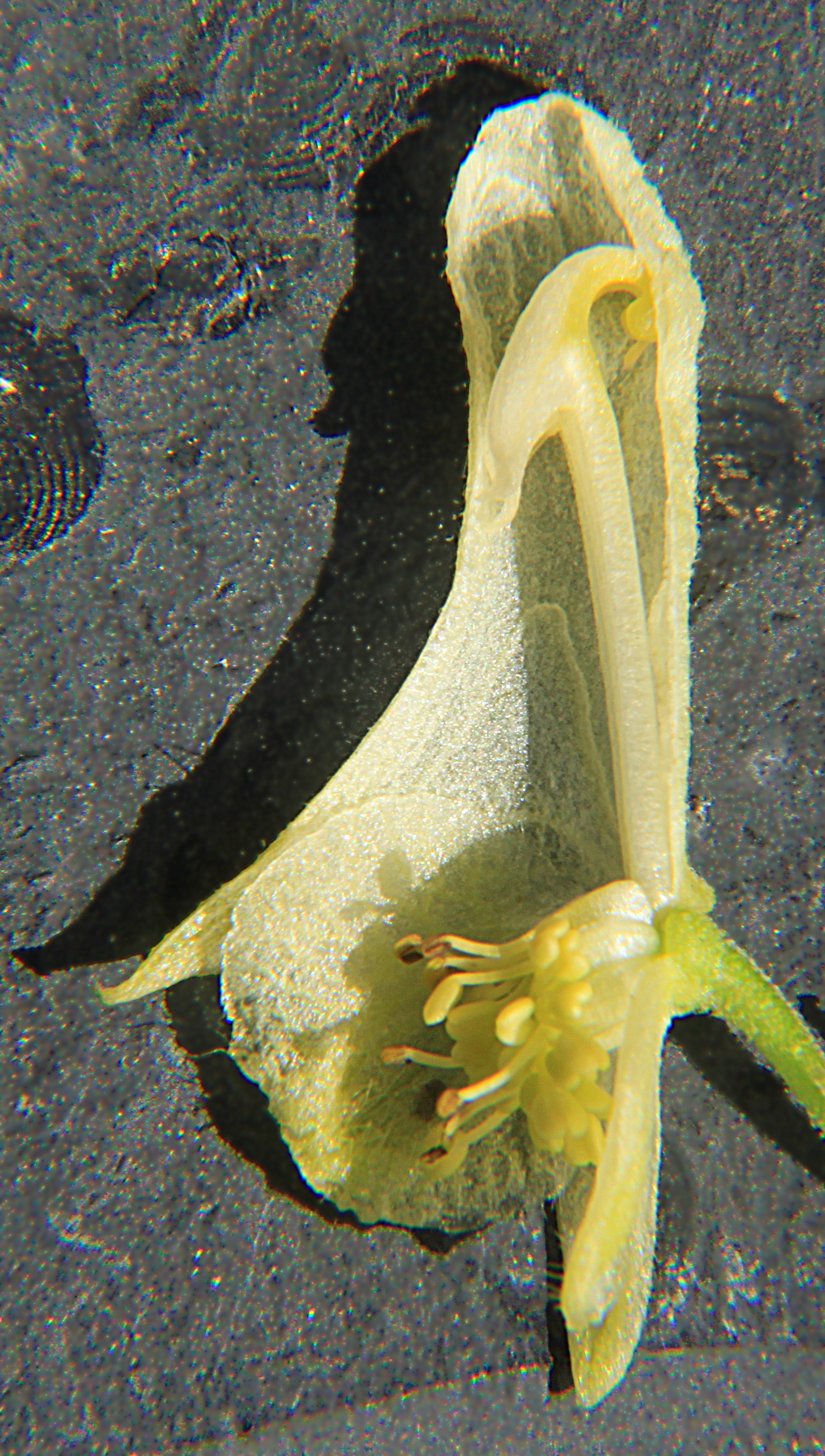

## أنواع أخرى
- أكونيت هلهل

- أكونيت أنتورا

- أكونيت متغاير الورق